# اقتصاد رابینسون کروزوئه
اقتصاد رابینسون کروزوئه (انگلیسی: Robinson Crusoe economy) عنوان برنامه‌ای جامع و ساده برای مطالعات برخی از مسائل اساسی و مرتبط با علم اقتصاد است. اقتصاد رابینسون کروزوئه از نام کتاب مشهور رابینسون کروزوئه اثر دانیل دفو انگلیسی اقتباس گردیده‌است. دستاوردهای قهرمان کتاب، به عنوان یک تجربهٔ فکری در اقتصاد، باعث گردیده تا اغلب اقتصاددانان تجارت بین‌الملل، این نسخهٔ ساده و آرمانی را به دلیل توانایی در تسهیل نمودن پیچیدگی‌های اقتصادی دنیای واقعی نسخه‌ای کارگشا به‌شمار آورند. هدف اصلی در رابطه با مطالعهٔ رفتار مصرف‌کننده در قبال تولید و ایجاد تعادل میان این دو است که پایه و اساس بخشی از اقتصاد خرد تلقی می‌گردد. از اقتصاد رابینسون کروزوئه به عنوان الگویی برای رشد اقتصادی کشورهای توسعه‌نیافته یا در حال توسعه استفاده می‌شود تا با استفاده از تکنیک‌های پس‌انداز و سرمایه‌گذاری، مسیر رشد پایدار را طی‌کنند.